# Beauronne
Beauronne é uma comuna francesa na região administrativa da Nova Aquitânia, no departamento Dordonha. Estende-se por uma área de 19,29 km². Em 2010 a comuna tinha 382 habitantes (densidade: 19,8 hab./km²).